# Amestáu
Se conoce con el nombre de amestáu a la variante del asturiano caracterizada por una castellanización léxica, fonética y sintáctica, siendo mucho más acusada en las dos primeras. Para algunos se trata de un habla mixta del asturiano y el castellano, aunque son otros muchos los que defienden que, a causa de sus estructuras sintácticas, se trata de una variante del asturiano o incluso asturiano de clase baja.

## Características generales

### Características fonéticas
- Pérdida de la x para los sonidos: díh.ome por díxome; pero xelu y xelada.
- Yeísmo: yover por llover.
- Abandono de la metafonía en las zonas donde es propia: cansáu por canséu o palu por pelu.
- No se palataliza la LL inicial en los casos: libru por llibru.

### Características morfosintácticas
- Unión morfológica de pronombres enclíticos: diome; contóme; diótelu.
- Frecuentemente, uso de los pronombres de complemento indirecto -y y -yos.
- Desaparición parcial del género neutro: Madera buena, pero agua frío.
- Uso de expresiones propias: ¿Qué ye, ho?; A costafecha, Tener bona mano, Tar ún que lo vierte.
- Uso de -es para plurales femeninos: puertes.
- Uso de -u para singulares masculinos: paisanu.

### Características léxicas
Léxicamente es muy variable, y el propio hablante puede moverse por varios registros del amestáu, empleando más o menos formas de una lengua o de otra. A causa de la diglosia no es infrecuente ver a un hablante adaptar su nivel de amestáu a las situaciones comunicacionales.

## Otros ejemplos
En Galicia el castrapo y en Puerto Rico el Spanglish son ejemplos de situaciones similares al amestáu y que obedecen a situaciones propias de diglosia y de coexistencia de lenguas.